# Newborn (споменик)
Newborn је типографска скулптура и туристичка атракција у Приштини. Смештен испред СРЦ Боро и Рамиз, споменик је откривен 17. фебруара 2008. године, на дан када је Косово прогласило независност од Србије. Састоји се од речи „Newborn” на енглеском језику, исписане великим штампаним словима, обојена јарко жутом бојом. Касније је поново осликан заставама држава које су признале Републику Косово. На откривању споменика најављено је да ће сваке године бити прекривен другим бојама на годишњицу покрета за независност Косова. Привукао је пажњу међународних медија који су извештавали о проглашењу независности Косова, те је био истакнут на насловној страни новина The New York Times.